# Nettapus coromandelianus
El gansito asiático (Nettapus coromandelianus), también conocido como ganso pigmeo de la India o ganso pigmeo hindú, es una especie de ave anseriforme de la familia Anatidae nativa del sureste de Asia y el norte de Australia.

## Distribución y hábitat
Está muy extendida en Pakistán, India, Bangladés, el Sudeste de Asia y Australia. Se encuentra en lagos de agua dulce, zanjas, campos de arroz inundados, tanques de riego, llegando a ser muy dóciles en los pueblos donde hay estanques y, si no son perturbados, se acostumbren a la proximidad del hombre. Se alimentan de vegetación acuática, insectos y crustáceos.